# Park Rapids
Park Rapids är administrativ huvudort i Hubbard County i Minnesota. Ortens smeknamn är "Loon Capital of the USA". Enligt 2010 års folkräkning hade Park Rapids 3 709 invånare.